# Newton OS
Newton OS — операционная система для Apple Newton PDA, который выпускался компанией Apple в 1993—1997 годах. Newton OS была полностью написана на C++. Отличалась низким потреблением электроэнергии и продуктивным использованием доступной оперативной памяти, подобно оригинальному Apple Macintosh, большинство приложений были встроенными в ROM — память Ньютона, и экономили тем самым DRAM и флеш-память для пользовательских приложений.

## Версии
| Дата выпуска    | Версия ОС |
| --------------- | --------- |
| 3 августа 1993  | 1.0       |
| 30 октября 1993 | 1.1       |
| ?               | 1.2       |
| 4 марта 1994    | 1.3       |
| 14 марта 1996   | 2.0       |
| 21 марта 1997   | 2.1       |